# 潇湘街道 (衡阳市)
潇湘街道，中华人民共和国湖南省衡阳市石鼓区下属的一个街道，位于衡阳市石鼓区中心地段。

## 建制沿革
- 1950年，设置潇湘居委会；
- 1954年，改置潇湘街道；
- 1960年，改置福星公社；
- 1981年，改置潇湘街道。

## 行政区划
潇湘街道下辖9个社区：
- 陕西巷社区、华光社区、石鼓社区、桑园社区、演武坪社区、长青社区、明翰社区、司前街社区、蒸水社区